# Ichneumon audax
Ichneumon audax är en stekelart som beskrevs av Cresson 1877. Ichneumon audax ingår i släktet Ichneumon och familjen brokparasitsteklar. Inga underarter finns listade i Catalogue of Life.